# Diócesis de Ruhengeri
La diócesis de Ruhengeri (en latín: Dioecesis Ruhengeriensis, en kiñaruanda: Diyosezi Gatolika ya Ruhengeri) es una circunscripción eclesiástica de la Iglesia católica en Ruanda. Se trata de una diócesis latina, sufragánea de la arquidiócesis de Kigali. Desde el 31 de enero de 2012 su obispo es Vincent Harolimana.

## Territorio y organización
La diócesis tiene 1665 km² y extiende su jurisdicción sobre los fieles católicos de rito latino residentes en la antigua provincia de Ruhengeri, que corresponde al distrito de Musanze, a gran parte de los distritos de Burera y de Gakenke y a una pequeña parte del distrito de Nyabihu, correspondientes a la provincia Norte.
La sede de la diócesis se encuentra en la ciudad de Ruhengeri (actualmente llamada Musanze, en donde se halla la Catedral de Nuestra Señora de Fátima.
En 2020 en la diócesis existían 14 parroquias.

## Historia
La diócesis fue erigida el 20 de diciembre de 1960 con la bula Cum Fidei del papa Juan XXIII, obteniendo el territorio de la arquidiócesis de Kabgayi (hoy diócesis de Kabgayi) y de la diócesis de Nyundo.
Originalmente sufragánea de la arquidiócesis de Kabgayi, pasó a formar parte de la provincia eclesiástica de Kigali el 10 de abril de 1976.
El 5 de noviembre de 1981 cedió una parte de su territorio para la erección de la diócesis de Byumba mediante la bula Quandoquidem experientia del papa Juan Pablo II.

## Estadísticas
Según el Anuario Pontificio 2021 la diócesis tenía a fines de 2020 un total de 451 000 fieles bautizados.
| Año                                                                             | Población            | Población | Población      | Sacerdotes | Sacerdotes    | Sacerdotes    | Bautizados por sacerdote | Diáconos permanentes | Religiosos | Religiosos | Parroquias |
| Año                                                                             | Bautizados católicos | Total     | % de católicos | Total      | Clero secular | Clero regular | Bautizados por sacerdote | Diáconos permanentes | Varones    | Mujeres    | Parroquias |
| ------------------------------------------------------------------------------- | -------------------- | --------- | -------------- | ---------- | ------------- | ------------- | ------------------------ | -------------------- | ---------- | ---------- | ---------- |
| 1970                                                                            | 241 315              | 970 464   | 24.9           | 59         | 28            | 31            | 4090                     |                      | 49         | 80         | 15         |
| 1980                                                                            | 370 764              | 1 201 000 | 30.9           | 58         | 27            | 31            | 6392                     |                      | 53         | 124        | 16         |
| 1990                                                                            | 286 471              | 692 640   | 41.4           | 49         | 22            | 27            | 5846                     |                      | 40         | 110        | 11         |
| 1999                                                                            | 378 563              | 790 000   | 47.9           | 20         | 9             | 11            | 18 928                   |                      | 11         | 30         | 11         |
| 2000                                                                            | 387 578              | 700 000   | 55.4           | 25         | 8             | 17            | 15 503                   |                      | 17         | 50         | 11         |
| 2001                                                                            | 406 047              | 857 745   | 47.3           | 32         | 12            | 20            | 12 688                   |                      | 21         | 56         | 11         |
| 2002                                                                            | 418 299              | 850 115   | 49.2           | 40         | 19            | 21            | 10 457                   |                      | 27         | 48         | 11         |
| 2003                                                                            | 428 380              | 829 072   | 51.7           | 41         | 21            | 20            | 10 448                   |                      | 24         | 46         | 11         |
| 2004                                                                            | 446 440              | 849 021   | 52.6           | 43         | 25            | 18            | 10 382                   |                      | 27         | 58         | 11         |
| 2010                                                                            | 488 000              | 989 000   | 49.3           | 57         | 42            | 15            | 8561                     |                      | 25         | 77         | 11         |
| 2014                                                                            | 389 183              | 1 110 000 | 35.1           | 68         | 53            | 15            | 5723                     |                      | 20         | 91         | 12         |
| 2017                                                                            | 421 600              | 1 203 170 | 35.0           | 71         | 57            | 14            | 5938                     |                      | 32         | 135        | 13         |
| 2020                                                                            | 451 000              | 1 291 000 | 34.9           | 75         | 63            | 12            | 6013                     |                      | 18         | 123        | 14         |
| Fuente: Catholic-Hierarchy, que a su vez toma los datos del Anuario Pontificio. |                      |           |                |            |               |               |                          |                      |            |            |            |

## Episcopologio
- Bernard Manyurane † (20 de diciembre de 1960-8 de mayo de 1961 falleció) (obispo electo)

- Joseph Sibomana † (21 de agosto de 1961-5 de septiembre de 1968 nombrado obispo de Kibungo)
- Phocas Nikwigize † (5 de septiembre de 1968-5 de enero de 1996 retirado)
- Kizito Bahujimihigo (21 de noviembre de 1997-28 de agosto de 2007 nombrado obispo de Kibungo)
  - Sede vacante (2007-2012)
- Vincent Harolimana, desde el 31 de enero de 2012